# شعر أيرلندي

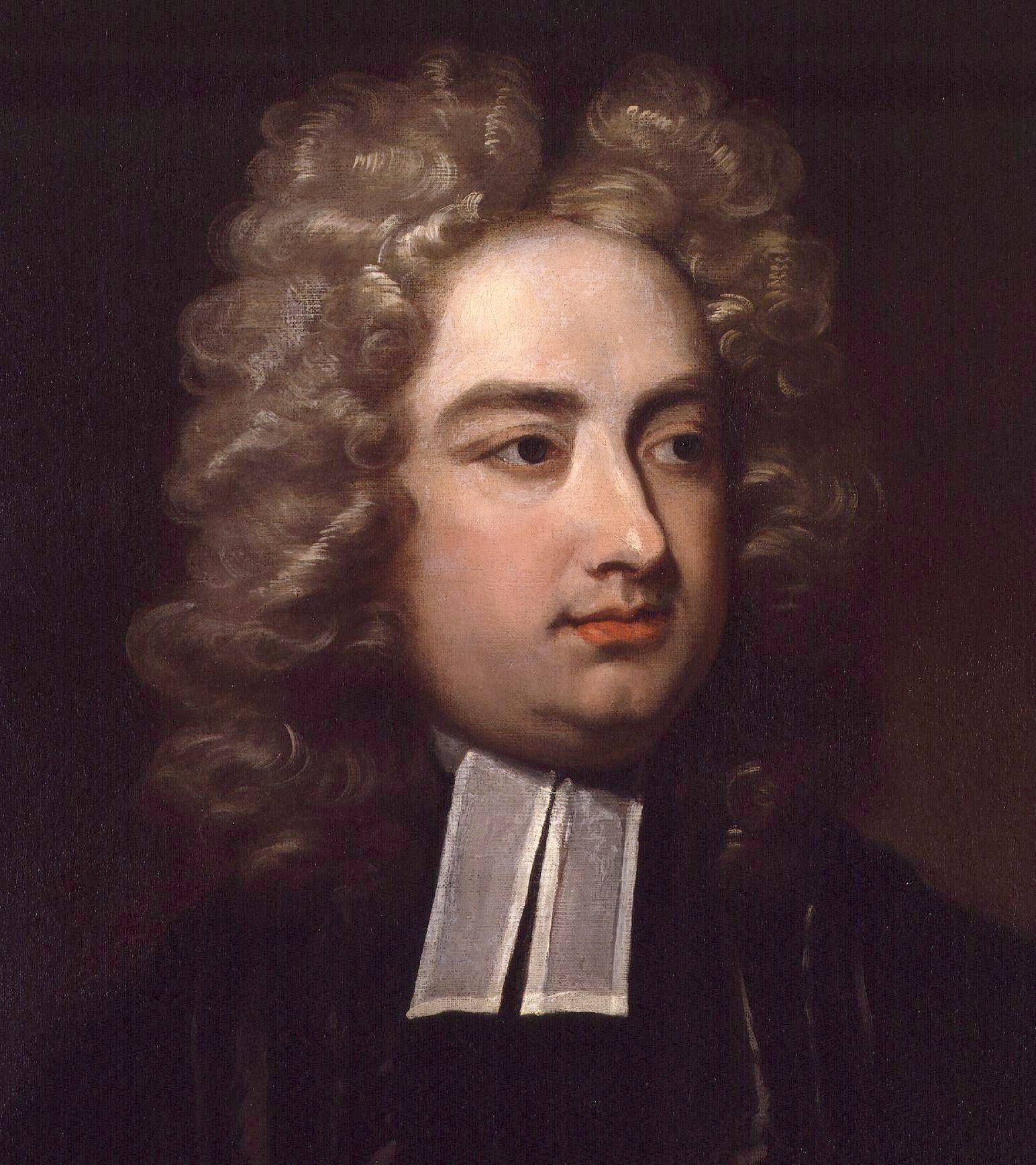
جوناثان سويفت

يتضمن الشعر الأيرلندي الشعر بلغتين، الأيرلندية والإنجليزية. وقد أنتج التفاعل المعقد الذي حدثَ بين هذه التقاليد، وكذلك بينهما وبين القصائد الأخرى باللغة الإنجليزية  مجموعة أعمال غنية بالتنوع وصعبة التصنيف.
يرجع تاريخ أقدم القصائد باللغة الأيرلندية إلى القرن السادس، بينما يعود تاريخ أول قصائد معروفة باللغة الإنجليزية من أيرلندا إلى القرن الرابع عشر. على الرغم من أنه كان هناك دائمًا بعض التبادل الفكري بين التقاليد اللغوية للإثنين، إلا أن الشعر باللغة الإنجليزية الذي استوعب مواضيع ونماذج من اللغة الأيرلندية، لم يظهر حتى القرن التاسع عشر. وقد تُوج هذا بأعمال شُعراء النهضة الأدبية الأيرلندية في أواخر القرن التاسع عشر وأوائل القرن العشرين.
نحو الربع الأخير من القرن العشرين، مالَ الشعر الأيرلندي الحديث إلى مجموعة واسعة من الأنواع، من شعراء المدرسة الشمالية إلى الكُتاب المتأثرين بالتقاليد الحداثية وأولئك الذين يواجهون الأسئلة الجديدة التي تطرح على نحو متزايد من قبل المجتمع الحضاري والعالمي.

## الشعر الأيرلندي القديم
وصلتَ معرفة القراءة والكتابة إلى أيرلندا مع المسيحية في القرن الخامس. وما تلا ذلك هو إنشاء أديرة كانت بحلول القرن السابع مؤسسات كبيرة تتمتع بالحكم الذاتي ومراكز للمُنح الدراسية، وكان لهذا تأثير عميق على الشعر الأيرلندي.
كانَ الشعر الأيرلندي الأقدم غير مُقفى، وقد وصِفَ على  النحو التالي «أبيات شعرية مقطعية غنائية الشكل وبطولية في المضمون، في مدح الرجال المشهورين، أو في رثاء لموت بطل. وقد نجا كفترة فاصلة ملحمية في القصص الملحمية الأيرلندية في أوائل العصر الحديث».
استعار الشعراء الرهبان من التقاليد الأصلية واللاتينية على حد سواء لإنشاء أشكال شعرية مقطعية، واستخدموها في الشعر الديني والطبيعة، جاء المزيج النموذجي من القافية النهائية والقافية الداخلية والجناس في الأصل من أمثلة التراتيل اللاتينية في وقت متأخر، كما وضِع بعضها من قبل الرهبان الأيرلنديين. يمكن توسيع المقاييس الجديدة والتي تعد وسيلة للقصائد الرهبانية المستوحاة من حُب الطبيعة وحُب العُزلة والحب الإلهي (الذي وصِفَ بأنه من أرقى الشعر الأيرلندي في عصرهم) لتشملَ المزيد من الاهتمامات الشخصية. نُسب نموذج على ذلك (قصيدة طويلة) إلى الراهب ماربان، شقيق غواير، ملك كوناخت، وفيما يلي مقتطفات من القصيدة:
Fogur gaíthe
fri fid flescach,
forglas néol;
essa aba,
esnad ala,
álainn céol.
صوت الرياح في الأغصان المتفرعة، سحابة رمادية، شلالات النهر، صرخة بجعة-موسيقا جميلة.
استمر الشعراء العلمانيون المحترفون في مدح ورثاء الرجال المشهورين، لكنهم اعتمدوا أشكال أبيات الشعر الجديد والتي دُوّنت فيما بعد في شكل كلاسيكي تحت اسم دان ديريتش.

## العصور الوسطى/ العصور الوسطى المبكرة
شكلت الأيرلندية طبقة اجتماعية وراثية مهنية من الشعراء المدربين تدريبًا فائقًا. كانَ الشُعراء غارقين في تاريخ وتقاليد العشيرة والريف، وكذلك في المتطلبات الفنية لتقنية شعرية كانت مقطعية واستخدمت السجع ونصف القافية والجِناس وعُرفت باسم دان ديريتش.
كمسؤولين في محكمة الملك أو رئيس القبيلة، شكّل الشعراء عددًا من الأدوار الرسمية. اٍذ كانوا مؤرخين وساخرين وكانت تتمثل مهمتهم في مدح أرباب عملهم ولعنة أولئك الذين تفوقوا عليهم. كان من المعتقد أن الهجاء الشعري الهادف، غلام ديكين، يمكن أن يُشعل فتيل الغضب على وجه الهدف، ومع ذلك فإن الكثير من أعمالهم لن تجذب القارئ الحديث باعتبارها شعرًا على الإطلاق، وتؤلف كما هو الحال في قصائد الأنساب الممتدة والروايات اليومية لأفعال أمرائهم وأسلافهم.
من المحتمل أن الهجاء الموزون أو معرفة أسماء الأماكن والتقاليد هو الأثر التذكاري الرئيسي الباقي على قيد الحياة من الأبيات الشعرية الأيرلندية. وتعد مجموعة كبيرة من المختارات العظيمة لتسمية الأساطير في الأماكن المهمة في المشهد الأيرلندي وتضم حوالي 176 قصيدة في المجموع. يرجع تاريخ أقدمها إلى القرن الحادي عشر، وربما تم تجميعها في الأصل على أساس محلي، كتصنيف وطني، وصل إلينا الهجاء الحديث في اثنين من النصوص المنقحة المختلفة. شكلت معرفة التاريخ الحقيقي أو المفترض للأماكن المحلية جُزءًا مهماً من تعليم النخبة في أيرلندا القديمة، لذلك رُبما كان الهجاء الحديث في الأصل نوعًا من الكتب المدرسية.
كانت قصص الشعر من فيون وفيانا، والتي يُشار إليها في بعض الأحيان باسم الشعر الأوسياني، شائعة للغاية في أيرلندا واسكتلندا على مدار هذه الفترة. كُتب التغني في الشعر على قدم المساواة مع الملاحم البطولية من الثقافات الأخرى، وجرى تغييره بشكل كبير من قبل جيمس ماكفيرسون في القرن الثامن عشر. وقيل إن معاملة ماكفيرسون لهم قد اسُتهلت في التقاليد الرومانسية على العكس من الطبيعة الملحمية للقصص الطويلة. تشكل قصائد فيون واحدة من الثلاث قصص الرئيسية للحضارة الكلتية: ملحمة آلستر وملحمة فيون ماك كامهيل والأساطير الآرثرية.
مخطوطة المكتبة البريطانية، هارلي 913، هي مجموعة من القصائد المكتوبة في أيرلندا في أوائل القرن الرابع عشر. وعادة ما تدعى بقصائد كيلدير بسبب ارتباطها بتلك المقاطعة.
لكل من القصائد والمخطوطات جمعيات فرانسيسكية قوية ومليئة بالأفكار من التقاليد المسيحية الأوروبية الغربية الواسعة، كما وإنها تمثل المراحل المبكرة للتقليد الثاني للشعر الأيرلندي. أي الشعر باللغة الإنجليزية الذي كُتب بالإنجليزية الوسطى أيضًا.
خلال الغزو الإليزابيثي، شَهِدَ اثنان من أهم الشعراء الإنجليز في ذلك الوقت الخدمة في المستعمرات الأيرلندية. كانَ للسيد والتر رالي تأثير ضئيل يُذكر في مسار الأدب الأيرلندي، ولكن كان للوقت الذي قضاه إدموند سبنسرفي مونست عواقب وخيمة سِواء بالنسبة لكتاباته الخاصة أو على المسارالمستقبلي للتطور الثقافي في أيرلندا. كانت علاقة سبنسر مع أيرلندا غامضة إلى حد ما. فمن ناحية، شكّلت المناظر الطبيعية المثالية  لمونستر خلفية لكثير من أعماله وخاصة عمله الفني المميز، ملكة الجن. من ناحية أخرى، فقد أدان أيرلندا وكل شيء أيرلندي على أنه همجي في نثره الجدلي «نظرة إلى وضع أيرلندا الحالي».
نظرًا إلى أن الشعراء اعتمدوا على الدعم الأرستقراطي للبقاء على قيد الحياة، وأن هذه القوة والرعاية كانت تتجه نحو الحكام الإنجليز الجدد، فإن هذه الإدانة الشاملة لقيمهم الاخلاقية ربما ساهمت في زوالهم كطبقة طائفية.

## الشعر الغيلي في القرن السابع عشر
شهدت معركة كينسالي في عام 1601 هزيمة أوده مويراونايل، على الرغم من تحالفه مع الإسبان، وجاء النصر النهائي في الفتح الإليزابيثي لأيرلندا مع تنازله عن التتويج بالسلطة في عام 1603. ونتيجة لذلك، فقد تعرض نظام التعليم والرعاية الذي ترتكز عليه مدارس الشعر للضغوط، وتورط الشعراء الوارثون في نهاية المطاف في خلاف -نزاع الشعراء- الذي شكل نهاية نفوذهم القديم. خلال أوائل القرن السابع عشر، ترسخ شعر غيلي جديد، شعر سعى إلى الإلهام في هوامش مجتمع الناطقين باللغة الأيرلندية المحرومين. تُدعى لغة هذا الشعر اليوم بالأيرلندية الحديثة المبكرة. على الرغم من أن بعض شعراء القرن السابع عشر استمروا في التمتع بدرجة من المحسوبية، إلا أن الكثير منهم -إن لم يكن معظمهم- كانوا كتابًا غير متفرغين عملوا أيضًا على زيادة إنتاجهم. أصبحوا معلمين، وعملوا في أي مكان يمكنهم فيه كسب رزقهم، كما وتغير شعرهم أيضًا، مع الابتعاد عن الشعر المقطعي للمدارس إلى لهجة ميتراس. ما يعكس الشعر الشفوي في حقبة الشعراء. يتعامل قدر كبير من شعر هذه الفترة مع المواضيع السياسية والتاريخية والتي تعكس إحساس الشعراء بالعالم المفقود.
تكيفَ الشُعراء مع النظام الإنجليزي المهيمن الجديد بعدة طرق. واستمر بعضهم في العثور على رَعايا بين الأرستقراطية الغيلية والإنجليزية القديمة. استقر بعض مُلاك الأراضي الإنجليزية في أيرلندا بعد أن قامت مزارع أيرلندا أيضًا بالتعامل مع الشعراء الأيرلنديين، على سبيل المثال جورج كاريو وروجر بويل، وأرسل أعضاء آخرون من الأسر الشعرية الوارثة أبناءهم إلى الكُليات الأيرلندية الجديدة التي أقيمت في أوروبا الكاثوليكية لتعليم الكاثوليك الأيرلنديين، الذين لم يُسمح لهم بإنشاء مدارس أو جامعات في أوطانهم. ولذلك كان جزء كبير من الشعر الأيرلندي في القرن السابع عشر يتألف من رجال الدين الكاثوليك كما وأن المجتمع الأيرلندي قد سقط َتحت تأثيرات الإصلاح المضاد. بحلول منتصف القرن، ثارت تبعية الطبقات العليا الكاثوليكية الأصلية في أيرلندا في الثورة الأيرلندية عام 1641. كتب العديد من شعراء اللغة الأيرلندية شعرًا مُسيساً للغاية لدعم الكاثوليك الأيرلنديين المنظمين في أيرلندا الكونفدرالية. على سبيل المثال، كَتبَ الشاعر رجل الدين بادرايجين هايسيد «أرتقي ببلادي مع الرب» لدعم التمرد، الذي نصح بأنه:
(يجب أن يتحد الأيرلنديون جميعًا ابتداء من شخص واحد وانتهاء بجميع الأشخاص أو أن يسقطوا)
من قصائد هايسيد الأخرى («استجمعي شجاعتك يا أيرلندا») في عام 1647 التي شجعت المجهود الحربي الكاثوليكي الأيرلندي في الحروب الكونفدرالية الأيرلندية. والذي أعربَ عن رأي مفاده أن الكاثوليك يجب ألا يتساهلوا مع البروتستانتية في أيرلندا.
(دين المسيح مع دين لوثر كالرماد في الثلج)
بعد هزيمة الكاثوليك الأيرلنديين في احتلال كرومويل لأيرلندا (1649-1653) وتدمير الطبقات القديمة الأيرلندية، كَتبَ العديد من الشعراء حدادًا على النظام الساقط أو رثوا الدمار والقمع للغزو الكرومويلي، من القصيدة المجهولة ذهاب سيوغاي روماناتش:
(«كانت هذه الحربَ التي أنهت أيرلندا وتسببت في الآلاف من حالات التسول والطاعون والمجاعة معًا»)
هناك قصيدة أخرى لـ (إيماون آن دونا) وهي مزيج غريب من الأيرلندية والفرنسية والإنجليزية
(«أول شي يتوقعه الرجل هو الإعدام، وآخر شيء هو التكاليف التي تفرض عليه في المحكمة»).
(نقل الغرسات، هو ما أتذكره من الإنجليزية)
(«سياسي بريطاني، سخّره، اشنقهُ، متمرد، محتال، كاهن سارق، عدو للدين»)
بعد هذه الفترة فقد معظم الشعراء أنصارهم وحماتهم. في الحرب الويليمية اللاحقة في أيرلندا، حاول الكاثوليك اليعقوبيون استعادة منصبهم من خلال دعم جيمس الثاني. كَتبَ ديبهي أو بروداير العديد من القصائد في الثناء على المجهود الحربي اليعقوبي وعلى وجه الخصوص لبطله باتريك سارسفيلد، نظرَ الشعراء إلى الحرب على أنها انتقام من المستوطنين المحتجين الذين أتوا للسيطرة على أيرلندا، كما يوضح مقتطف القصيدة التالية.
(«أيها المارق المحتال الذي لا تنطق لكنك «كلب كرومويل»، شعارنا هو «من يذهب إلى هناك، لا تثيره المخاوف»، أنا تادغ [رجل أيرلندي] والجواب المعطى من ديرماد ماك كاراثاي هو (مئات الانتصارات مع الرب»)
أدت هزيمة اليعقوبييين في الحرب، وعلى وجه الخصوص فِرار جيمس الثاني المُشين بعد معركة بوين، إلى ظهور البيت الشعري الساخر التالي:
(«جيمس القذر الذي فقدَ أيرلندا بحذائه الإنكليزي وحذاء أيرلندي»)
من أهم الشعراء الرئيسين في هذه الفترة ديبهي أو بروداير (1625-1698)، وبياراس فايرتيار (1600-1653)، وأوغان أو راتايل (1729-1675). ينتمي راتهايل إلى القرن الثامن عشر بقدر انتمائه للقرن السابع عشر ويتضمن عمله شيئًا من الانتقال إلى مرحلة ما بعد معركة بوين أيرلندا.